# 聂卫国
聂卫国（1952年8月—），男，重庆人，中华人民共和国政治人物。重庆大学机械系毕业，中共中央党校政治经济学研究生学历。是中共第十五、十六届中央候补委员，第十七、十八届中央委员。现任十三届全国政协人口资源环境委员会副主任。

## 生平

### 早年经历
中学毕业后，17岁的聂卫国作为知识青年被安排到四川省南川县插队劳动；1971年通过工厂招工，进入南川县氮肥厂当工人。1972年，被推荐到重庆大学机械系机械制造设备及工艺专业学习。毕业后，回到南川县。1978年6月加入中國共產黨。历任县磷肥厂技术员、副股长、股长，副厂长、厂党委副书记，厂长、党委书记等职。

### 从政之路
1983年4月，被任命为中共南川县委副书记，聂卫国由此进入政界；仅3个月后，既攫升四川省涪陵地区行署副专员。此后，历任四川省涪陵地委副书记、行署专员，涪陵市委副书记、市长等职。1997年，涪陵划归新成立的重庆直辖市，聂卫国出任重庆市涪陵市委书记；在涪陵成为重庆的市辖区后，即担任涪陵区委书记、兼区政协主席；2001年1月，出任中共重庆市委常委，兼万州移民开发区党工委书记、万州区委书记；2002年5月，升任中共重庆市委副书记。2005年3月，调任中共新疆维吾尔自治区党委副书记，新疆生产建设兵团政委，中国新建集团公司董事长。
2010年6月，国务院宣布，任命聂卫国为国务院三峡工程建设委员会办公室主任。2018年1月，当选第十三届全国政协委员。